# Nemoraea appendiculata
Nemoraea appendiculata är en tvåvingeart som beskrevs av Macquart 1848. Nemoraea appendiculata ingår i släktet Nemoraea och familjen parasitflugor.
Artens utbredningsområde är Schweiz. Inga underarter finns listade i Catalogue of Life.